# EDC

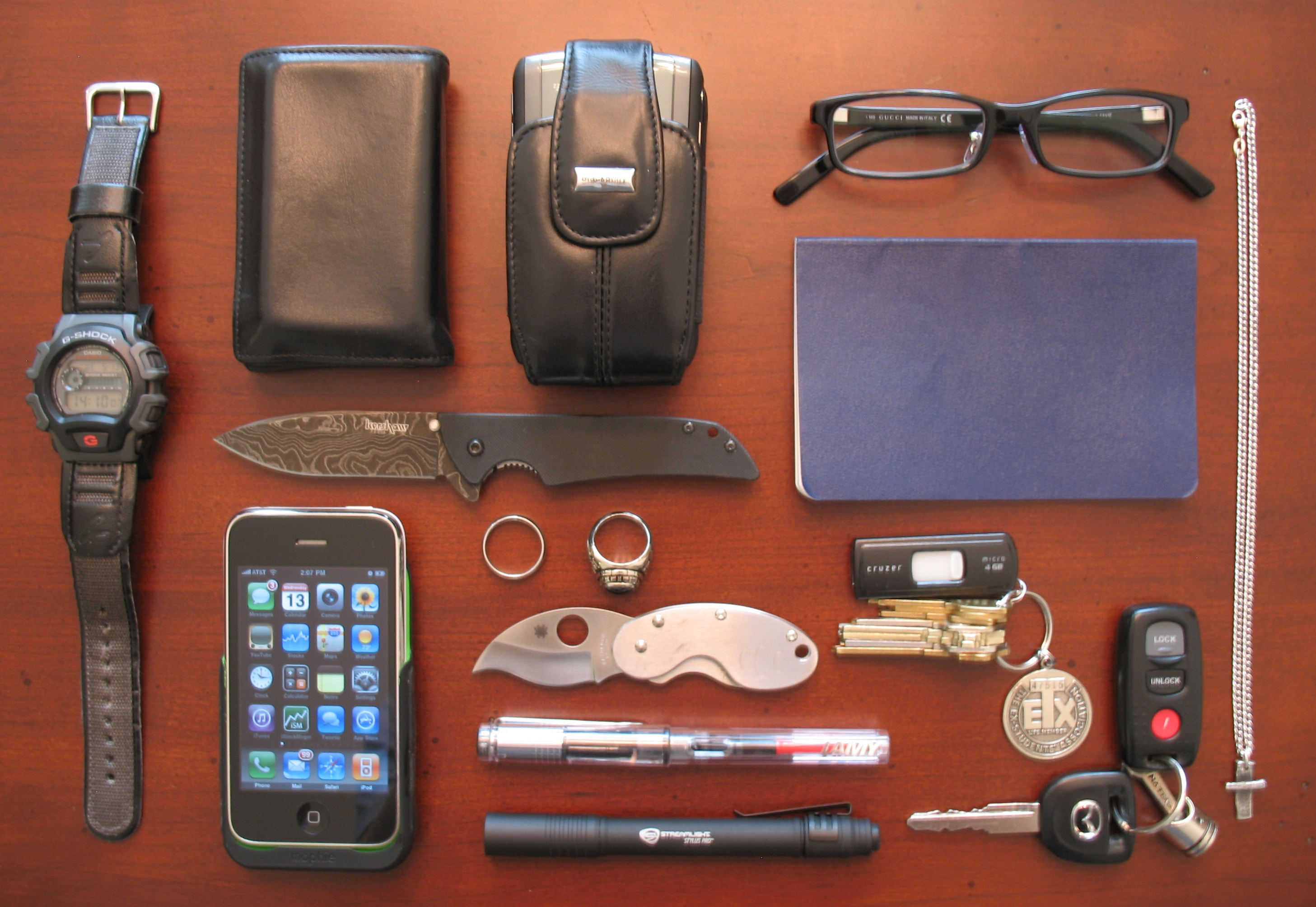
набор EDC

EDC (англ. EveryDay Carry — «ЕжеДневная Кладь», «ЕДК») — термин, означающий совокупность предметов, носимых с собой ежедневно, которыми пользуются регулярно, или необходимость в которых может возникнуть в различных нестандартных и экстремальных ситуациях.
Ошибочно считать EDC НАЗом (носимым аварийным запасом), так как наличие НАЗа подразумевает его использование лишь в крайнем, аварийном случае, а предметы EDC используют регулярно.
Соответственно, НАЗ может быть частью EDC, но сам по себе EDC не является НАЗом.
EDC-предметы, преимущественно, имеют ряд характерных особенностей:
- Лёгкость
- Компактность
- Значительный срок годности
- Устойчивость к внешним воздействиям
- Функциональность

Набор предметов EDC подбирается каждым человеком для себя самостоятельно, и может включать множество разнообразных предметов.
Однако, вместе с тем, набор EDC имеет ряд схожих предметов в зависимости от пола человека, возраста, социальной группы, географии и климата места проживания.

## Основные предметы
- Рюкзак или сумка
- Документы (паспорт, права и пр.)
- Ключи + брелок или ключница
- Мобильный телефон или смартфон
- Ноутбук или планшет

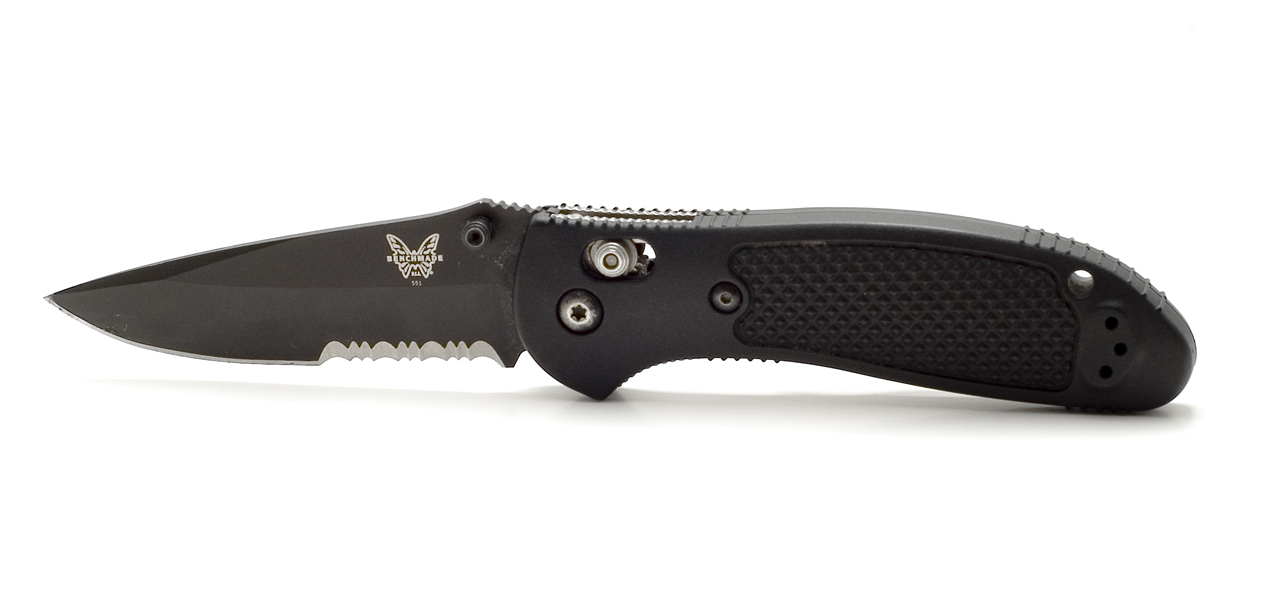
Складной EDC нож Benchmade

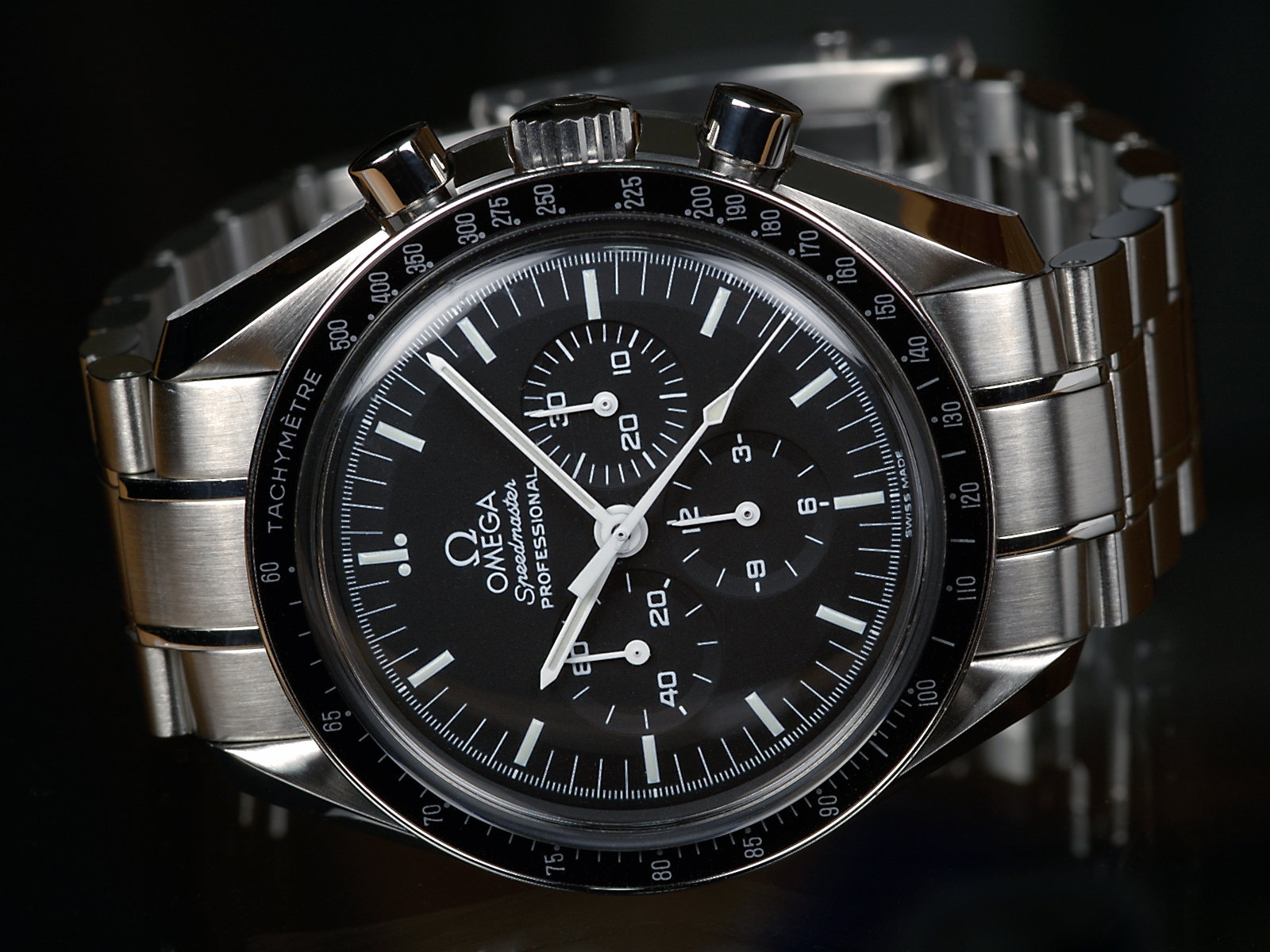
Часы OMEGA Speedmaster

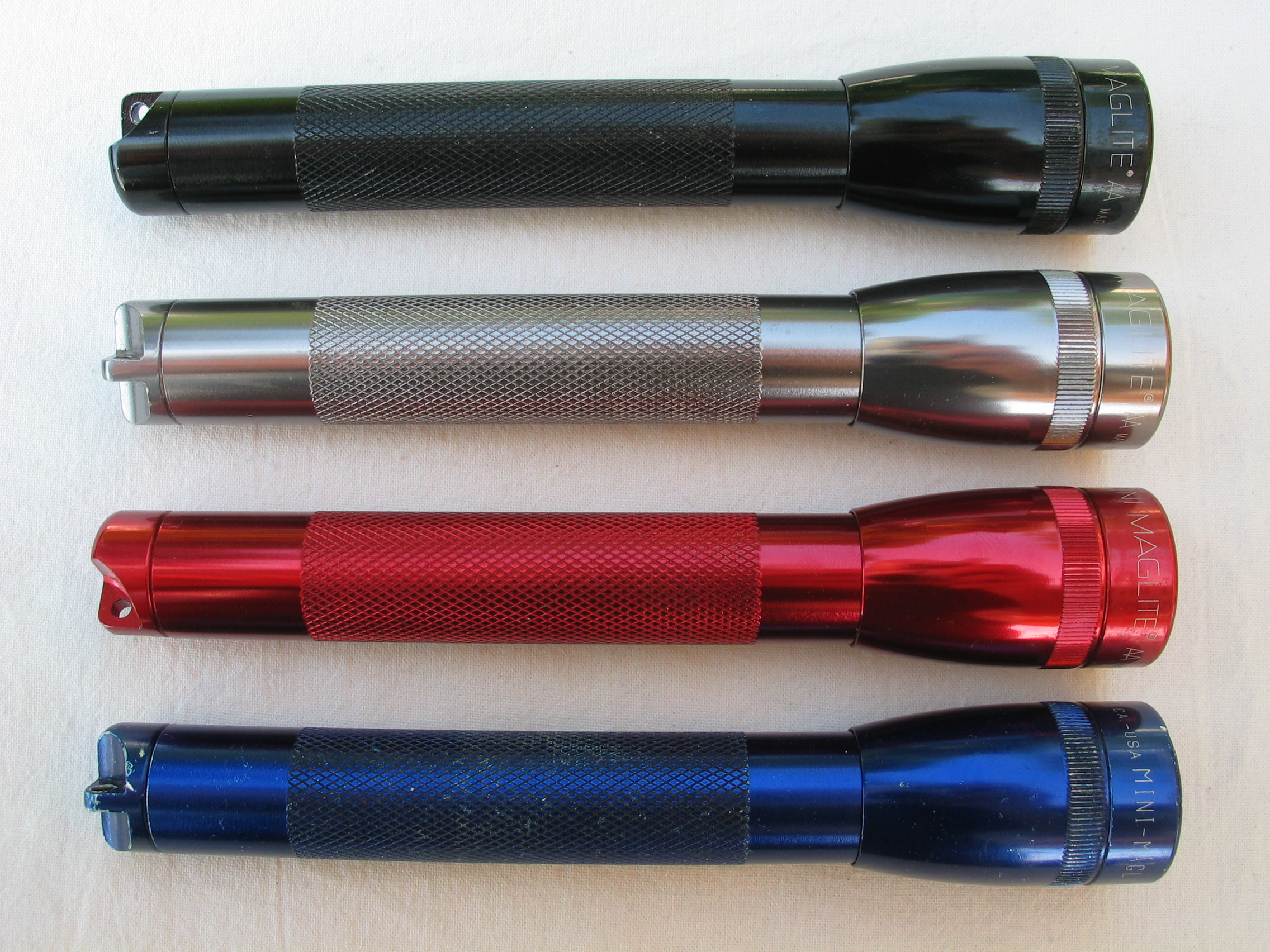
Фонарики Maglite Minimag

- Внешний накопитель (USB флеш-накопитель или внешний жёсткий диск)
- Батарейки или пауэрбанк
- Кредитная карта, кошелёк (кардхолдер)
- Наручные часы
- Ручка или карандаш
- Блокнот
- Складной нож
- Мультитул[англ.] или швейцарский армейский нож
- Очки, солнцезащитные очки
- Головной убор
- Расчёска
- Зонт
- Средство самообороны (газовый баллончик)
- Паракорд или верёвка
- Зажигалка или спички
- Фонарик
- Салфетки, носовой платок (хэнк)
- Аптечка
- Фляга
- Компас

Данный список может быть изменён либо дополнен в зависимости от личных предпочтений и потребностей. При формировании EDC набора в обязательном порядке следует учитывать законодательные ограничения, распространяющиеся на холодное оружие при выборе ножа и мультитула, на лекарственные средства при наполнении аптечки.